# Балка Мигліва
Балка Мигліва, Мигаєва — балка (річка) в Україні у Роздільнянському районі Одеської області. Ліва притока річки Кучургану (басейн Чорного моря).

## Опис
Довжина балки 21 км, похил річки 4,5 м/км, площа басейну водозбору 98,7 км². Формується декількома струмками та загатами. На деяких ділянках балка пересихає.

## Розташування
Бере початок на південно-західній околиці міста Роздільна. Тече переважно на південний захід через села Матишівку, Труд-Куток, Кучурган і впадає в Кучурганське водосховище (річка Кучурган).
Населені пункти вздовж берегової смуги: Володимирівка, Івано-Миколаївка.

## Цікаві факти
- У селі Кучурган балку перетинає автошлях Т 1625[3] (автомобільний шлях територіального значення в Одеській області. Проходить територією Роздільнянського та Одеського районів через пункт контролю Кучурган — Біляївку — Маяки — Овідіополь. Загальна довжина — 74,5 км.).